# مسجد چهل‌ستون زنجان
مسجد چهل ستون زنجان از مساجد تاریخی شهر زنجان است. این مسجد دربافت بازار بالای زنجان در ضلع جنوب شرقی مسجد جامع زنجان در راسته معروف به راسته حجت‌الاسلام قرار دارد. این مسجد یکی از مهم‌ترین و معروفترین حوزه‌های علمیه ایران در دوره قاجار بوده و توسط یکی از علمای معروف آن زمان بنام ملا علی قارپوز آبادی ساخته شده‌است. طبق کتیبه‌ای که بر روی پیشانی ورودی بنا نصب شده این بنای در سال ۱۲۸۴ هجری قمری ساخته شده‌است.

## معماری
این مسجد دارای صحن و شبستان‌های بزرگی است که طاق و تویزه‌های ضربی آن به صورت متقارن بر روی ۳۲ ستون قطور استوار گشته است. محراب این مسجد با رسمی بندی و کاشی معقلی آرایش شده و ازاره‌های آن نیز مزین به کاشی‌هایی با طرح‌های گل و بوته (طرح گلدانی) است که متأثر از مکتب کاشی‌کاری دوران قاجار است.